# Spiove il sole
Spiove il sole è un brano musicale della cantante italiana Irene Fornaciari, presentato al Festival di Sanremo 2009 nella categoria "Proposte"; è, inoltre, stata cantata dalla Fornaciari insieme ai Sorapis nella serata dei duetti.
Il brano è stato pubblicato come singolo ed inserito nell'album Vintage Baby, messo in commercio in concomitanza con la manifestazione canora ed è stato inserito inoltre nell'album Irene Fornaciari.
Il brano Spiove il sole preannunciava un possibile exploit discografico della Fornaciari, che però non c'è stato.

## Il video
Il video, per la regia di Gaetano Morbioli, parla di un universo parallelo, da una parte la cantante vive nella notorietà e nel successo, mentre dall'altra vive un bellissimo amore con il suo ragazzo. Alla fine del video la Fornaciari sceglierà l'amore.

## Classifiche
| Classifica (2009) | Posizione massima |
| ----------------- | ----------------- |
| Italia            | 48                |